# Wenddorf
Wenddorf è una frazione tedesca di 117 abitanti del comune di Angern, situata nel land della Sassonia-Anhalt.
Fino al 31 dicembre 2009 ha costituito un comune autonomo.